# (5153) Gierasch
(5153) Gierasch es un asteroide perteneciente al cinturón de asteroides, descubierto el 9 de abril de 1940 por Yrjö Väisälä desde el Observatorio de Iso-Heikkilä, en Turku, Finlandia.

## Designación y nombre
Designado provisionalmente como 1940 GO. Fue nombrado Gierasch en honor al profesor de astronomía Peter J. Gierasch.